# Arthrostylidium haitiense
Arthrostylidium haitiense là một loài tre leo trong họ Hòa thảo. Loài này được (Pilg.) Hitchc. & Chase mô tả khoa học đầu tiên năm 1917.